# Distretto di Čaplynka
Il distretto di Čaplynka (in ucraino Чаплинський район?) era un distretto (rajon) dell'Ucraina, situato nell'oblast' di Cherson. Il suo capoluogo era Čaplynka.
È stato soppresso con la riforma amministrativa del 2020.